# №44
№ 42 (рос. №42) — селище у складі Сладковського району Тюменської області, Росія.
Стара назва — Роз'їзд № 44.
Населення — 14 осіб (2010, 18 у 2002).
Національний склад станом на 2002 рік:
- росіяни — 78 %